# قبل الشر
قبل الشر (Before Evil) هو كتاب للكاتب براندون غوتييه، صدر في عام 2022، عن دار نشر تورتويز بوكس.
ويدور حول فترة طفولة وشباب ستة من ديكتاتوري العالم المشهورين وهم: لينين وهتلر وموسوليني وماو تسي تونغ وكم إل سونغ ويبحث في تفاصيل حياتهم الدقيقة والمشتركة، في محاولة لفهم الطريق إلى صيرورتهم طغاة وقتلة فيما بعد.